# Flavius Hannibalianus
Flavius Hannibalianus (Hannibalien ou Annibalien), membre de la dynastie des constantiniens.

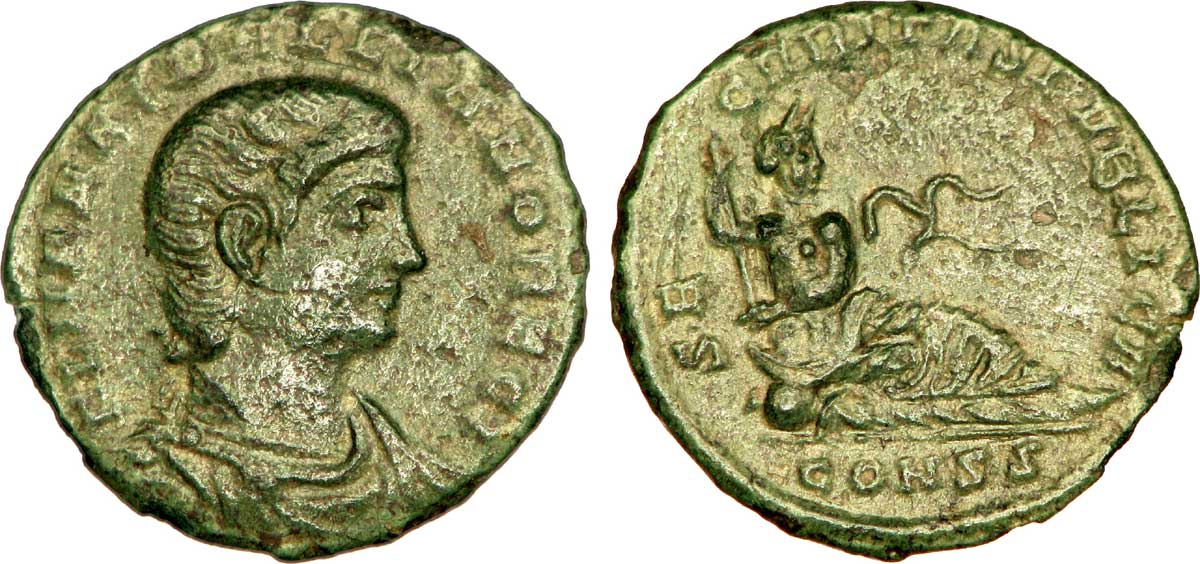
Centenionalis ou nummus à l'effigie de Flavius Hannibalianus. Date : 336. Description revers : L'Euphrate couché à droite, s'appuyant sur un sceptre de la main droite ; au sol une urne déversant ses flots.

Fils du censeur Flavius Dalmatius, frère de Flavius Dalmatius et neveu de Constantin Ier. Comme son frère, il est vraisemblablement né à Toulouse et eut pour enseignant Exuperius. Au milieu de la décennie 320, il suit son père à Constantinople et épouse Constance, la fille aînée de Constantin Ier et devient César.
À l'occasion de la campagne de Constantin contre l'Empire Sassanide en 337, Hannibalianus est fait Rex Regum et Ponticarum Gentium, « Rois des Rois et des peuples du Pont ». On a émis l'hypothèse que Constantin Ier désirait donner à Hannibalianus le trône du Pont, après la victoire prévue sur les Perses. La campagne n'eut pas lieu à cause du décès de Constantin et du meurtre d'Hannibalianus. Mais cette hypothèse est peu sûre, puisque le Pont était un diocèse de l'Empire, que Constantin Ier n'était guère susceptible de vouloir démanteler.
Il est probable qu'Hannibalianus ait été victime de purges organisées par Constantin II, Constant Ier et Constance II afin de supprimer tout opposant légal à leur montée sur le trône.

## Source
Marie-Nicolas Bouillet  et Alexis Chassang (dir.), « Flavius Hannibalianus » dans Dictionnaire universel d’histoire et de géographie, 1878 (lire sur Wikisource).